# Setge de Figueres
El setge de Figueres va ser un episodi militar de la Guerra del Francès.

## Antecedents
Amb la caiguda de Girona i Lleida, i Barcelona en mans franceses des de 1808, el 1810 s'inicia la retirada de l'exèrcit de Catalunya cap a Tarragona. i esdevingués la capital de facto del Principat. Havent aconseguit la rendició de Tortosa després de sis dies de setge, Louis Gabriel Suchet retornà cap al nord per assetjar una de les darreres places fortes encara a mans dels espanyols a Catalunya. El marquès de Campoverde va aconseguir eliminar una part de l'avanguarda que volia ocupar Valls.
Suchet va deixar el general de brigada Pierre-Joseph Habert i una guarnició francesa a Tortosa i va marxar amb els presoners a Saragossa, mentre el mariscal Étienne-Jacques-Joseph Macdonald va traslladar la seva força cap a Valls, sent derrotada la seva avantguarda el 15 de gener a la batalla del Pla, i en lloc de revenjar-se va marxar amb els seus 12.000 homes a Montblanc i d'allà es va traslladar a Lleida. Suchet va sortir de Tortosa el 29 d'abril, establint el seu comandament amb hospitals i dipòsits de queviures a Reus el 2 de maig i va envestir Tarragona el 4 de maig de 1811.
Molest per l'actuació de MacDonald, l'emperador va limitar la seva esfera d'operacions al nord de Catalunya. i va assignar Suchet el sud-oest de Barcelona, i va lliurar els seus 17.000 soldats a Suchet, a qui va demanar la captura de Tarragona i li va prometre la promoció a mariscal ho aconseguia. Suchet va acabar la reorganització de l'exèrcit i es va dirigir cap a Tarragona l'abril de 1811.
El 7 d'abril de 1811, Francesc Rovira i Sala va reunir 2.000 miquelets al nord d'Olot i van dirigir-se a França però el dia 9 van canviar de rumb i es van dirigir cap a Figueres, arribant al vespre. La petita mida de la guarnició van fer intentar apoderar-se del castell, doncs havien aconseguit còpies de les claus de tres joves que havien treballat a la fortalesa: Juan Márquez, el servent de Bouclier, el comissari de la fortalesa, i els germans Genís i Pere Pons, subcontractistes.

## Presa del castell pels miquelets
A la una de la matinada del dia 10.700 homes sota els capitans Casas i Llovera s'arrossegava fins a la porta de la posterior on esperaven Marquez i els germans Pons. Rovira havia alertat la guarnició i una gran part havia sortit als turons amb un esforç inútil per atrapar els partidaris. Després d'obrir la porta posterior, els miquelets van entrar al fort. Els napolitans que formaven la guàrdia a la porta principal van ser atacats per darrere i eliminats. Guillot va ser capturat al llit mentre que les seves tropes adormides van ser eliminades mentre es dirigien a la caserna. Al cap d'una hora, la fortalesa estava en mans dels miquelets i van obrir les portes per que entressin la resta. L'endemà, 2.000 guerrillers van ocupar la ciutadella.
La notícia va arribar a Suchet el 21 d'abril, mentre preparava el Setge de Tarragona, i tant MacDonald com Maurice Mathieu, el governador de Barcelona van demanar-li que enviés ajuda, però no ho va atendre perquè enviar una o dues divisions per ajudar trigaria un mes, Napoleó podria enviar més ràpidament reforços de França a Figueres, a només 20 quilòmetres de la frontera.
Guillot i uns 900 italians van ser capturats, i 35 morts o ferits. Rovira i els seus homes també es van apoderar de centenars de canons, 16.000 mosquets, grans quantitats de sabates i roba, provisions per quatre mesos per a 2.000 homes, i 400.000 francs. Els miquelets van perdre uns 25 homes morts i ferits. Napoleó va enfuriat per la pèrdua de la ciutadella i va ordenar reunir 14.000 homes per a la seva reconquesta.

## Intent d'alliberament
El general de divisió Luigi Gaspare Peyri amb un batalló de reforç italià arribà a Figueres el dia 9, on anava per prendre el comandament de la divisió de Domenico Pino. Uns soldats que van escapar el van informar que el fort estava pres, i Peyri va agafar els seus 650 homes i es va retirar a Bàscara. Notificat del desastre, el general Louis Baraguey d'Hilliers va enviar a Peyri un batalló d'infanteria i un esquadró de cavalleria. D'Hilliers va demanar a Peyri que tornés a Figueres i que vigilés la fortalesa mentre reunia reforços. La posició francesa al nord de Catalunya era molt vulnerable i el 16 d'abril, MacDonald va demanar ajuda a Suchet. Aviat la divisió del general de brigada Louis Auguste, Marchand Plauzonne, amb diversos regiments d'infanteria francesos va sortir des del Llenguadoc i la Provença, arribant a finals d'abril.
Entretant, el general Joaquim d'Ibáñez-Cuevas i de Valonga, el baró d'Eroles, va marxar una part de la seva divisió des de Martorell fins a Figueres. Al llarg del camí va eliminar guarnicions franceses a Olot i Castellfollit de la Roca, capturant 548 presoners, i va arribar a Sant Ferran el dia 16. Al mateix temps, els guerrillers es van fer molt actius a tot Catalunya i van causar molta preocupació a d'Hilliers.
Campoverde es va assabentar de l'acció de Francesc Rovira i Sala el 12 d'abril però fins al dia 20 no va posar en marxa un exèrcit de Tarragona amb 6.000 soldats de peu i 800 a cavalls de la divisió del general Pedro Sarsfield i part de la divisió d'Eroles que no van arribar a Vic fins al 27 d'abril i es van apropar a Figueres a principis de maig. Amb els miquelets que quedaven fora de la fortalesa, Rovira va maniobrar-se per unir-se als regulars espanyols de Campoverde. A més de la guarnició del castell de Sant Ferran, els 6.800 homes de Campoverde, els 2.000 miquelets de Rovira i els 2.000 soldats d'Eroles van estar disponibles per trencar el bloqueig francès. L'historiador Digby Smith va acreditar als francesos amb 20.000 homes, però Oman va declarar que els francesos eren més nombrosos.
D'Hilliers va bloquejar Sant Ferran amb dues divisions. La divisió de Quesnel comptava amb dos batallons del 23è regiment d'infanteria lleugera, tres batallons del 79è regiment d'infanteria de línia, un batalló del 93è regiment d'infanteria de línia i el 29è regiment de caçadors. Plauzonne va dirigir quatre batallons cadascun del 3r d'infanteria lleugera i 67è d'infanteria de línia, tres batallons del 11è regiment d'infanteria de línia i un batalló del 16è d'infanteria lleugera. La divisió de Sarsfield incloïa elements dels caçadors de València, Girona, granaders, Hibernia, Santa Fé, 1r de Savoia, 2n de Savoia i el regiment d'infanteria de Saragossa.
El 3 de maig de 1811, ajudat per una maniobra de distracció dels guerrillers de Rovira pel costat nord, la divisió de Sarsfield va travessar les línies franceses al costat sud prop de Figueres. Les tropes d'Eroles van sortir de la fortalesa i juntament amb Sarsfield van atacar Figueres, on estava el 3r Regiment d'infanteria lleugera. Després d'una lluita perllongada, els francesos van acordar parlamentar amb els espanyols, però es van aturar durant el temps mentre negociaven els termes de la rendició. En aquest moment, diversos artillers espanyols i un comboi de subministraments van començar a entrar a la fortalesa. Mentrestant, d'Hilliers va reunir el gruix de les seves tropes en una formació massiva. Acostant-se a una zona protegida per oliveres, els francesos van caure sobre Sarsfield des de la part posterior i van causar confusió, una càrrega de cavalleria va dispersar dos dels regiments de Sarsfield i es va veure obligat a retirar-se. Eroles es va retirar dins de Sant Ferran. Campoverde no va intervenir en la lluita amb les seves reserves. Tot i que els artillers van arribar a la fortalesa i van poder operar molts dels seus canons, la major part del comboi va ser capturat pels francesos, inclòs un gran ramat d'ovelles.
En el combat, els francesos van perdre 400 homes morts i ferits. Les pèrdues espanyoles van superar els 1.000 morts, ferits i capturats. El 3r i 23è d'infanteria lleugera francesos van perdre cadascun un oficial mort i quatre ferits. A la resta de les seves unitats, un oficial va morir i cinc ferits. Poc després, Campoverde va saber que les columnes de Suchet s'acostaven a Tarragona, i atès que l'important port només tenia la divisió del general Juan de Courten, el comandant espanyol es va retirar immediatament de Figueres i va ordenar Sarsfield amb 2.000 soldats de peu i la cavalleria per amenaçar el camí de subministrament de Suchet cap a Lleida. Amb 4.000 infants, Campoverde va marxar a Mataró, on va carregar els homes a bord dels vaixells i va navegar cap a Tarragona.

## El setge
Abans que Louis Baraguey d'Hilliers pogués restablir el bloqueig, Eroles va abandonar la fortalesa amb diversos centenars de soldats, deixant al general de brigada Juan Antonio Martínez per defensar el castell de Sant Ferran amb 3.000 miquelets, un batalló del Regiment d'Infanteria Ultonia i dos batallons cadascun dels Regiments d'infanteria d'Antequera i de Voluntaris de València, amb uns 1.500 regulars en total. La resta de la divisió de Plauzonne va arribar al maig. MacDonald va portar algunes tropes de Barcelona i va agafar el comandament a d'Hilliers. A finals de maig, es van reunir més de 15.000 tropes franceses imperials davant Figueres. MacDonald va començar a construir un ampli sistema d'obres de setge dissenyat per mantenir la guarnició a l'interior i tota la força potencial per alleujar fora.
El 28 de juny de 1811, el setge de Tarragona va acabar quan les tropes de Suchet van assaltar amb èxit la ciutat alta. Els defensors espanyols van perdre milers de morts i capturats mentre els francesos van patir 4.300 víctimes. La pèrdua d'aquesta important base i tantes tropes espanyoles van afeblir l'Exèrcit de Catalunya, i fruit de les derrotes i les desercions, un consell de guerra va acordar l'evacuació de Catalunya, on només es conservaven Figueres, Berga, Cardona i La Seu d'Urgell, però el 10 de juliol el marquès de Campoverde és substituït per Luis de Lacy y Gautier, qui situa les seves tropes a Solsona i decideix fonamentar la defensa del Principat en l'eix la Seu d'Urgell – Solsona – Cardona.
Martínez va mantenir una dura defensa de Sant Ferran en maig, juny i juliol, posant la seva guarnició a mitges racions per estirar les seves provisions mentre Francesc Rovira i Sala havia anat a Cadis per demanar ajuda a la Junta Suprema Central, però no van poder oferir-ne cap, i en canvi Suchet va aconseguir destruir la important base guerrillera de Montserrat el 25 de juliol de 1811..
MacDonald va completar les seves línies d'aproximació, situant l'artilleria a 457 metres de la fortalesa. Tot i això, mai va intentar atacar les muralles, doncs esperava la fam per obligar els defensors a renunciar. Mentrestant, les seves pròpies tropes van ser arrasades per la malària i la disenteria en els seus camps durant els mesos d'estiu. En aquest moment, Macdonald dirigia un exèrcit assetjador de 15.000 homes. La divisió de Quesnel es va organitzar com s'ha dit anteriorment. Plauzonne va dirigir quatre batallons del 3r regiment d'infanteria lleugera, tres batallons de l'11è regiment d'infanteria de línia i un batalló del 32è regiment d'infanteria lleugera. La divisió de Maurice Mathieu consistia en tres batallons del 5è regiment d'infanteria de línia, dos batallons del 1r Regiment de Nassau, i un batalló cadascun de la 18è regiment d'infanteria lleugera, i el 23è i 56è regiment d'infanteria de línia. La brigada del coronel Jean-Martin Petit va incloure quatre batallons de la 67a línia i un batalló cadascun de la 16a i la 81a línia. La brigada del general de brigada Simon Lefebvre tenia un batalló cadascun dels 8è regiment d'infanteria lleugera, el 37è i el 60è regiment d'infanteria de línia, el 2n suïss, Würzburg i la infanteria de Westfalia, a més de tres batallons provisionals.
El 17 de juliol, Martínez va enviar 850 presoners fora de la fortalesa sense demanar intercanvi però mantenint a Guillot i als oficials com a ostatges. Els homes, morts de fam van comunicar als assetjadors que els últims dies no havien rebut gairebé cap menjar. MacDonald va considerar-ho com un signe que els espanyols es podrien rendir ràpidament, però Martínez va resistir fins a mitjans d'agost. El comandant espanyol coneixia la catàstrofe tarragonina i tot i saber que no podia comptar amb ser socorregut, va decidir resistir fins al darrer moment. A mitjan agost, els defensors havien menjat tots els cavalls, gossos i rates i només li quedaven tres dies de menjar.
Martínez va planificar escapar la nit del 16 d'agost. Rovira, que havia tornat de Cadis, va amenaçar el costat nord de les obres de setge de MacDonald amb 2.000 guerrillers però una força francesa va treure'ls fora de la zona. En quan va caure la nit, Martínez va llançar una columna massiva de les seves tropes més en forma a les línies de setge del sud-oest. La columna espanyola va sobrepassar els piquets i la línia avançada, però van ser aturats per un dens abatis, i mentre estaven atrapats dues bateries franceses van obrir foc sobre la columna. Després de patir 400 víctimes, els supervivents van fugir de nou a la fortalesa. L'endemà d'Hilliers va enviar un oficial sota una bandera de treva al fort i Martínez va acceptar rendir-se després de gastar les seves últimes racions. El 19 d'agost de 1811, la guarnició espanyola va deposar les armes.
Durant el setge, van morir 4.000 soldats francesos, la majoria per malaltia. A la guarnició espanyola, 1.500 morts, 1.000 van quedar malalts a l'hospital i 2.000 van marxar en captivitat. Quan MacDonald va trobar a Juan Márquez entre els presos, el va penjar dels murs de la fortalesa. Els germans Pons s'havien escapat amb Eroles i un d'ells va sobreviure fins al 1850 amb el rang de general de brigada.

## Conseqüències
Tot i que el setge va acabar en la seva rendició, tant Francesc Rovira i Sala com Martínez havien prestat un servei excel·lent a Espanya, immobilitzant el VII Cos durant tot l'estiu. Étienne-Jacques-Joseph Macdonald i Louis Baraguey d'Hilliers no van poder enviar un sol soldat per ajudar Louis Gabriel Suchet a la captura de Tarragona. El 10 de juliol de 1811, marquès de Campoverde va ser substituït com a capità general a Catalunya per Luis de Lacy y Gautier. Tot i que impopular, el nou comandant va iniciar una campanya vigorosa amb les poques tropes restants a Catalunya. A l'agost, va envair el nord de la Cerdanya, provocant la fúria de Napoleó.
Al setembre, Lacy va reorganitzar l'exèrcit de 8.000 homes a Catalunya en tres febles divisions sota els generals Eroles, Sarsfield i Francisco Milans del Bosch. Amb l'ajuda de la Royal Navy, Lacy va prendre les illes Medes el 12 de setembre. A l'octubre, va eliminar petites guarnicions franceses a la batalla de Cervera, obligant els francesos a retirar les tropes que ocupaven Montserrat. La reputació del mariscal MacDonald va quedar molt compromesa i va ser substituït el 28 d'octubre pel general de divisió Charles Mathieu Isidore Decaen.
Amb Catalunya en poder de Napoleó, la campanya es va dirigir a reprendre Terol, que havia caigut en mans dels insurgents durant el setge de Tarragona, i el País Valencià. Sagunt va caure el 25 d'octubre de 1811 i València el 14 de gener de 1812. El màxim desplegament francès a la península durà fins a mitjan 1812, i la retirada d'efectius amb destinació a la campanya de Rússia va ser aprofitada pels aliats per reprendre la iniciativa a partir de la seva victòria en la batalla dels Arapiles (22 de juliol de 1812) i, contrarestant l'ofensiva francesa, avançar al llarg de 1813 fins als Pirineus, derrotant els francesos en les batalles de Vitòria el 21 de juny i San Marcial el 31 d'agost.